# Ulrich Sailer (Reichsvogt)
Ulrich Sailer (* in Wil SG; † nach 1551) war ein Schweizer Hofmeister, Landvogt und Reichsvogt.
Er entstammte einer angesehenen, katholischen Wiler Familie. Sein Vater war Hans, um 1503 Reichsvogt in Wil. Von 1532 bis 1536 diente Ulrich Sailer als Kanzler im Dienst der Fürstabtei St. Gallen. Ildefons von Arx nennt das Jahr 1537 zur Einführung in das Amt des Hofmeisters und 1540 als Nachfolger von Hans Germann: S. 50 zur Bestallung als Landvogt im Toggenburg, dem unmittelbaren Herrschaftseinfluss der Fürstabtei St. Gallen, dem Diethelm Blarer von Wartensee zu dieser Zeit vorstand. In dieser Zeit war sein Bruder Heinrich Statthalter in St. Gallen.: S. 364 1539 beglaubigte er die Übergabe einer Reliquie, der Gebeine des Othmar, die ein Jahr zuvor in Gegenrichtung transloziert worden war, von Diethelm an Abt Ludwig II. vom Kloster Einsiedeln. Abt Ludwig II. war Nachfolger Huldrych Zwinglis, der 1519 das Kloster verlassen hatte.
Fürst Diethelm sorgte 1545 in seiner Funktion als Dienstherr von Landvogt Sailer gegen den Widerstand des Visitators, Abt Johann[es] vom Kloster Wettingen, dafür, dass die Ordnung in der Territorialabtei Wettingen-Mehrerau wiederhergestellt wurde, nachdem das Inventar während der Appenzellerkriege geplündert worden war und sich die Äbtissinnen der Reformation angeschlossen hatten.: S. 74–75 1547 erhielt Sailer das toggenburgische Landrecht. Seine Bemühungen um das Ende der Reisläuferei waren «wenig erfolgreich».
Für das Jahr 1551 ist der Verkauf seines Hauses in Wil belegt, das Sailer für «428 guldj gøter Costantzer müntz» dem Vierortehauptmann Heinrich Bircher veräussert hatte.